# الوحش البرازيلي
الوحش البرازيلي (الاسم العلمي: Brasilitherium)، هو جنس منقرض من كلبيات الأسنان التي عاشت خلال الفترة من الثلاثي الأوسط وحتى الثلاثي المتأخر في اراضي البرازيل. كان طوله حوالي 12 سم ووزنه حوالي 20 جراما. ويعتقد أنه كان يتغذى على الحشرات. تم العثور على الوحش البرازيلي في تكوين كانديلاريا في حوض بارانا في جنوب شرق البرازيل. يمثل الوحش البرازيلي الانتقال بين كلبيات الأسنان المتقدمة والثدييات، لوجود ميزات لكليهما والتطور المبكر لبعض السمات الثدييات، كالسمع وتجويف الأنف.